# ديفيد كينيدي
ديفيد ماثيو كينيدي (بالإنجليزية: David Matthew Kennedy)‏ (و. 1905 – 1996 م) هو سياسي، ودبلوماسي، ومصرفي من الولايات المتحدة الأمريكية ولد في راندولف.
تولى منصب وزير الخزانة الأمريكي (1969-01-22–1971-02-10) وكذلك سفير البلاد في منظمة الناتو، وكلاهما في عهد الرئيس ريتشارد نيكسون.وهو عضو في الحزب الجمهوري. وكان الرئيس التنفيذي ورئيس مجلس إدارة بنك إلينوي القاري خلال الخمسينات والستينات.

## التعليم
تعلم في جامعة جورج واشنطن، وجامعة ييل، وجامعة روتجرز.

## روابط خارجية
- ديفيد كينيدي على موقع مونزينجر (الألمانية)
- ديفيد كينيدي على موقع إن إن دي بي (الإنجليزية)